# Centrum Handlowe Karolinka
Centrum Handlowe Karolinka w Opolu to kompleks łączący galerię handlową z parkiem handlowym. Łączna powierzchnia najmu Karolinki wynosi 70 tys. m², z czego prawie 38 tys. m² przypada na galerię, a ponad 32 tys. m² na park handlowy, co czyni Karolinkę największym obiektem handlowym województwa opolskiego oraz jednym z kilkunastu największych w Polsce. Na terenie galerii działa hipermarket Auchan. Centrum dysponuje ponadto parkingiem o powierzchni ponad 93 tys. m², na którym znajduje się około 2,6 tys. miejsc parkingowych. W CH Karolinka znajduje się łącznie około 120 sklepów polskich i międzynarodowych marek.
Otwarcie galerii handlowej nastąpiło w sierpniu 2008 roku. Park handlowy był natomiast otwierany etapami – w całości został udostępniony klientom w drugiej połowie 2009 roku.

## Lokalizacja
CH Karolinka położone jest przy ulicy Wrocławskiej, zaledwie 5 km od centrum Opola. Stałe połączenie z centrum Opola zapewniają linie autobusowe MZK nr 5, 13 oraz 18. W strefie bezpośredniego oddziaływania obiektu mieszka ponad 500 tys. osób.

## Architektura
CH Karolinka została zaprojektowana przez Blue Architektura. Charakterystyczną cechą Karolinki jest długa, lekko falująca fasada o łącznej długości aż 1,2 km. Nocą, dzięki siedmiokolorowemu podświetleniu, fasada zamienia się w błyszczącą wstęgę.
Wnętrza CH Karolinka zostały zaprojektowane przez Saguez and Partners. Wśród elementów wyposażenia znajdują się m.in. miękkie pufy w kształcie logo centrum i zegar słoneczny przed wejściem. Budynek jest energooszczędny. Wokół kompleksu posadzone zostały drzewa i krzewy. Na parkingu oraz wewnątrz centrum znajdują się pojemniki służące do segregacji odpadów szklanych, plastikowych i papierowych. Dodatkowo w Karolince zainstalowano separatory na odpady ropopochodne i tłuszcze.

## Ekologia
W 2015 roku centrum otrzymało certyfikat BREEAM In-Use, przyznawany istniejącym budynkom, które spełniają wymagające kryteria ekologiczne. Karolinka jest pierwszym obiektem w województwie opolskim, który może pochwalić się rozwiązaniami ekologicznymi i energooszczędnymi zgodnymi z certyfikacją BREEAM.
Audytorzy weryfikowali zgodność z rygorystycznymi wymogami BREEAM obu części Karolinki – galerii oraz parku handlowego. W kategoriach „Budynek” oraz „Zarządzanie obiektem” galeria handlowa uzyskała wynik odpowiednio 75% ("Excellent") i 69% ("Very good"). Analogiczne wyróżnienie przyznano parkowi handlowemu Karolinka II, który zdobył ocenę "Very good" z wynikami odpowiednio 62% i 67%.
Rozwiązania, które miały wpływ na pozytywny wynik certyfikatu, to przede wszystkim: sprawne zarządzanie obiektem, wykorzystanie ekologicznych materiałów budowlanych i wykończeniowych, efektywne gospodarowanie energią i odpadami oraz minimalizowanie zanieczyszczenia środowiska. Wysoko ocenione zostały też: lokalizacja Karolinki zapewniająca łatwy dostęp zarówno dla osób zmotoryzowanych jak i korzystających z komunikacji publicznej, a także bliskość alternatywnych środków transportu (stacja rowerowa Opole Bike).

## Podstawowe informacje
- 93 300 m² – powierzchnia parkingu
- 79 000 m² – powierzchnia całkowita obiektu
- 70 000 m² – powierzchnia najmu kompleksu
- 37 700 m² – powierzchnia najmu galerii handlowej
- 32 300 m² – powierzchnia najmu parku handlowego
- 2600 – łączna liczba miejsc parkingowych
- 1200 m – długość fasady galerii
- 120 – łączna liczba sklepów, lokali gastronomicznych i punktów usługowych